# Ипел
Ипел или Ипой (на словашки: Ipeľ, на унгарски: Ipoly) е река в Словакия (Банскобистришки и Нитрански край) и Унгария (области Ноград и Пеща), ляв приток на Дунав, с дължина 233 km и площ на водосборния басейн 5151 km².
Река Ипел води началото си на 1016 m н.в. от южните склонове в западната част на Словашките Рудни планини, на 4,5 km северно от град Латки (Банскобистришки край, Словакия). В горното си течение до Лученецката котловина тече на юг в тясна и дълбока планинска долина. След това завива на югозапад, долината ѝ става широка, преминава през Ипелската котловина, продължава в западна посока, а в най-долното си течение посоката ѝ става южна и югоизточна, като заобикаля ниския масив Бьоржьон (939 m). По цялото средно и долно течение на реката, на протежение от 140 km преминава границата между Словакия и Унгария. Влива се отляво в река Дунав при нейния 1708-и km на 101 m н.в., при унгарския град Соб.
На запад и север водосборният басейн на Ипел граничи с водосборния басейн на река Хрон (ляв приток на Дунав), а на изток и югоизток – с водосборните басейни на реките Тиса и други по-малки леви притоци на Дунав. В тези си граници площта на водосборния басейн на Ипел възлиза на 5151 km² (0,63% т водосборния басейн на Дунав). Основните притоци на реката са десни – Крупиница (65 km), Щявница (55 km).
Ипел има ясно изразено пролетно (през март) пълноводие и лятно маловодие с характерни епизодични летни прииждания в резултат на поройни дъждове във водосборния ѝ басейн. Средният годишен отток е 25 m³/sec.
В миналото реката е била използвана за транспортиране на дървен материал. В горното ѝ течение (над село Малинец) е изграден голям язовир с ВЕЦ. По цялото си протежение долината на реката е гъсто заселена. По-големите селища са градовете: Лученец и Шахи в Словакия; Балашадярмат в Унгария.